# Districtes i barris de Reus
El municipi de Reus (Baix Camp) es troba organitzat per 10 districtes administratius i 61 barris.

## Districtes
Els deu districtes reusencs són els següents:
- Districte 1: la zona més cèntrica de Reus.
- Districte 2: bona part del barri del Carme i del de l'Escorxador i tot el de la Sardana, el de Mare Molas i bona part del de Mare Molas.
- Districte 3: des de la plaça de la Pastoreta fins a la plaça d'Europa i fins al barri Fortuny
- Districte 4: part est del Carrilet, la Riera d'Aragó i part d'Horts de Miró.
- Districte 5: part d'Horts de Miró, el barri Muralla i gairebé tots els Xalets Quintana.
- Districte 6: agrupa els barris de la Mineta, Niloga, Ample, i part dels Poetes i del Gaudí.
- Districte 7: part sud-est de Reus; agrupa Mas Abelló i Sant Josep Obrer i Mas Iglesias.
- Districte 8: part sud-oest de Reus.
- Districte 9: zona més septentrional de Reus.
- Districte 10: zona més oriental de Reus.

## Barris
D'acord amb l'Ajuntament, Reus està dividit en 61 barris.
| Núm. | Barri                       | Imatge | Població (gen. 2023) | Densitat hab/km² |
| --- | --------------------------- | ------ | -------------------- | ---------------- |
| 1 | Aeroport                    |        | Sense dades          | Sense dades      |
| 2 | Agro-Reus                   |        | 10                   | 19,65            |
| 3 | Aigüesverds                 |        | 739                  | 699,79           |
| 4 | Alcolea                     |        | 610                  | 3.249,13         |
| 5 | Ample                       |        | 4.580                | 13.189,38        |
| 6 | Bellissens                  |        | 500                  | 1.150,34         |
| 7 | Blancafort                  |        | 318                  | 1.956,14         |
| 8 | Carme                       |        | 4.574                | 24.818,57        |
| 9 | Carrilet                    |        | 7.110                | 32.880,25        |
| 10 | Casc Antic                  |        | 2.656                | 21.128,60        |
| 11 | Castellvell-Montblanc       |        | 198                  | 109,87           |
| 12 | Cementiri                   |        | 8                    | 15,58            |
| 13 | Clarisses                   |        | 690                  | 2.627,53         |
| 14 | Dina                        |        | 44                   | 105,00           |
| 15 | El Pinar                    |        | 583                  | 1.157,63         |
| 16 | Escorxador                  |        | 4.380                | 15.912,61        |
| 17 | Falset-Castellvell          |        | 256                  | 51,71            |
| 18 | Fortuny                     |        | 3.281                | 12.723,43        |
| 19 | Gaudí                       |        | 3.907                | 3.945,70         |
| 20 | Granja Vila                 |        | 55                   | 256,04           |
| 21 | Horts Miró                  |        | 10.173               | 33.937,49        |
| 22 | Hospital                    |        | 11                   | 12,73            |
| 23 | Illes Medes                 |        | 83                   | 307,22           |
| 24 | Immaculada                  |        | 3.366                | 7.774,34         |
| 25 | Jardins de Reus             |        | 1.852                | 10.140,49        |
| 26 | Juroca                      |        | 3.648                | 9.183,13         |
| 27 | Lladoners                   |        | 999                  | 6.951,65         |
| 28 | Mare de Déu de Misericòrdia |        | 1.077                | 5.403,67         |
| 29 | Mare Molas                  |        | 6.608                | 21.099,46        |
| 30 | Mas Abelló                  |        | 4.227                | 11.127,40        |
| 31 | Mas Carpa                   |        | 190                  | 849,11           |
| 32 | Mas de les Ànimes           |        | 8                    | 7,77             |
| 33 | Mas Ferrer                  |        | 153                  | 689,55           |
| 34 | Mas Iglesias                |        | 3.790                | 11.459,52        |
| 35 | Mas de Sedó                 |        | 19                   | 51,70            |
| 36 | Mas de Sunyer               |        | Menys de 5           | Sense dades      |
| 37 | Mas del Vilanova            |        | 2.054                | 19.452,70        |
| 38 | Mercat Central              |        | 2.189                | 16.464,91        |
| 39 | Mercat del Camp             |        | 5                    | 6,07             |
| 40 | Mineta                      |        | 2.482                | 3.775,11         |
| 41 | Monestirs                   |        | 2.646                | 31.677,89        |
| 42 | Montblanc-Tarragona         |        | 311                  | 42,89            |
| 43 | Montserrat                  |        | 948                  | 3.462,36         |
| 44 | Muralla                     |        | 5.726                | 32.999,79        |
| 45 | Niloga                      |        | 3.272                | 12.460,29        |
| 46 | Pastoreta                   |        | 5.650                | 30.342,48        |
| 47 | Pedra Estela                |        | Sense dades          | Sense dades      |
| 48 | Pelai                       |        | 548                  | 3.695,28         |
| 49 | Pi de Bofarull              |        | Menys de 5           | Sense dades      |
| 50 | Poetes                      |        | 3.360                | 30.801,96        |
| 51 | Riudoms-Falset              |        | 30                   | 26,90            |
| 52 | Roquis                      |        | 11                   | 18,45            |
| 53 | Salou-Riudoms               |        | 357                  | 52,83            |
| 54 | Sant Joan                   |        | 279                  | 1.165,32         |
| 55 | Sant Jordi                  |        | 3.254                | 25.691,41        |
| 56 | Sardana                     |        | 3.246                | 46.520,21        |
| 57 | Sol-i-vista                 |        | 915                  | 4.422,83         |
| 58 | Tallapedra                  |        | 13                   | 23,72            |
| 59 | Tarragona-Salou             |        | 383                  | 58,91            |
| 60 | Tecnoparc                   |        | 10                   | 14,34            |
| 61 | Xalets Quintana             |        | 1.044                | 4.095,36         |
| Font: OpenData de l'Ajuntament de Reus. Nota: Els valors inferiors a 5 es mostren com a "Menys de 5" d'acord amb el secret estadístic i protecció de dades. |                             |        |                      |                  |

- Les Cases Barates, grup de cases unifamiliars de baix preu, amb un jardí minúscul, construïdes per l'Instituto Nacional de la Vivienda cap al 1945, avui ja diluïdes dins el nucli urbà, a l'est, entre el camí de Salou i el barranc de l'Escorial, al descampat conegut pel Camp perdut o Hort de la Tia. La barriada es va eixamplar més avall de les Cases Barates, en direcció a Salou, on es van crear les anomenades Colònies Cros, en terrenys del mas del Paco Cros, un mestre progressista, i entre ambdues la zona coneguda per Sanremo, pel nom d'un antic restaurant. Actualment es desenvolupa urbanísticament la zona de Mas Iglesias, a l'altra part de la carretera de Salou, amb un gran parc.[4]
- Barri Fortuny, blocs també de l'Instituto Nacional de la Vivienda, de construcció modesta, després gestionat per ADIGSA. Al seu davant les Parcel·les Mercader, o Urbanització Mercader, a les terres del Mas del Jordi, desenvolupades recentment en terrenys que foren del Sr. Mercader. A tocar de la Carretera de Reus a Salou.
- Barri Juroca, barri a tocar amb l'anterior format per la unió del grup Roca amb els Blocs Juncosa-Cabello i els Blocs de la Cooperativa de Santa Llúcia. El senyor Juncosa va ser un destacat jugador de l'Atlètic de Madrid i més tard entrenador entre altres equips del Còrdova. Destaca del barri l'edifici Santa Llúcia, el més alt del sud de Reus amb 11 plantes i amb molts habitatges en diferents portals dins d'aquest edifici. Al costat de la carretera de Reus a Salou.
- Urbanització Massó, o colònies Massó, sorgides als terrenys de la granja Massó. Són xalets o masets, cadascun amb el seu tros de terra. L'entorn actual s'ha urbanitzat per la construcció del Pavelló olímpic en la seva zona sud. Està prop del Barri Fortuny, a la vora dreta del barranc de l'Escorial, avui convertit en carrer d'Astorga.
- Parcel·les Casas, també prop del Barri Fortuny, i a tocar amb Juroca. Sorgides en terrenys del Mas del Casas, entre el barri Juroca i el barri de Montserrat, i ajuntades amb les parcel·les Muixí, en terrenys del Mas del Muixí, entre el barranc de l'Escorial i el camí dels Morts. A l'altre costat de la carretera hi ha la Urbanització Bellisens.[4]
- Parcel·les Montserrat, actualment Barri Montserrat, va sorgir en terres del mas de Montserrat. També se la va conèixer com el Mau-Mau. Va ser una de les primeres zones de barraques d'immigrants proletaris que hi va haver a la perifèria de la ciutat. Va ocupar gran part de la hisenda del Mas Gran de l'Aixemús, a la vora dreta del barranc de l'Escorial, des de la fi dels anys quaranta. A través de la carretera de Salou, i sobretot del carrer d'Astorga, enllaça amb la ciutat, passant per les parcel·les Cases, el Barri Juroca i el Barri Fortuny. Al seu davant el grup Gaudí Mar, a la carretera de Salou.[4]
- Arbolí-Siurana, grup de blocs a l'entrada de l'autovia de Bellissens, avui ja en plena àrea urbana, al costat del Tanatori i del Parc de Bombers.
- Barri de Sant Josep Obrer, habitat per famílies immigrades i densament poblat. Ocupa l'espai comprès entre la riera del Molinet i la drecereta del Gas. Actualment la zona s'ha ampliat amb la urbanització dels terrenys del Mas del Pellicer i els de l'antic Mas de l'Abelló. Al nord de la urbanització hi ha el tanatori municipal, el parc de bombers, i, enfront, les instal·lacions del Club Natació Reus Ploms. Està a tocar de la carretera de Reus a Tarragona. Continuen la zona, les parcel·les Sidós i el Polígon de la Raureda, amb sortida a l'autovia de Bellissens.
- Urbanització Mas del Carpa, conjunt urbanitzat de semi-luxe a la carretera de Tarragona, al nord del camí vell de Constantí i a la vora dreta del barranc del Cementiri, formada per xalets de bon nivell. Sorgida amb la parcel·lació del Mas del Carpa a partir de 1960.
- Urbanització Dyna, que era principalment industrial sorgida a l'entorn de la fàbrica de rentadores Crolls, tancada fa anys. Avui té la mesquita de la ciutat. És a la carretera de Reus a Constantí, en un lloc conegut abans com La Brossa, on s'hi depositaven les escombraries de la ciutat, entre la riera del Petroli i el camí de les Puntes.[4] Continua a l'altre costat de la carretera, al Polígon Bescós, situat a l'antic mas del Bescós, ara de caràcter industrial. No gaire lluny, seguint la carretera es troba el Polígon Nirsa.
- Naus de les Illes Medes, lloc de naus industrials a la carretera de Montblanc, a passar del cementiri.
- Xalets Quintana, una petita barriada de cases unifamiliars amb jardí, al nord de la ciutat, entre l'ermita del Roser, la carretera de Montblanc i el barranc dels Gossos. Edificat a partir de 1923-1924, pel senyor Quintana, sastre de professió, en uns terrenys de vinya i garrofers de la seva propietat que en va iniciar la parcel·lació,[4] va anar quedant incorporada a la ciutat i en va augmentar el valor i el nivell de les edificacions i dels que hi viuen. El seu accés antic era un petit pont metàl·lic d'un metre d'ample que travessava una barrancada, i per l'altre costat una sortida de 3 metres al costat de la presó local.
- La Munta i Baixa, zona avui completament dins de la ciutat, a l'entorn del qual hi ha l'hipermercat Carrefour, la plaça de Pompeu Fabra i l'antic Palau de Fires i Congressos. Té aquest nom perquè el 1864, l'ajuntament va començar l'obra de conducció cap a la riera de l'Abeurada de les aigües del Barranc dels Cinc Ponts, del de Calderons i del torrent de la Raseta, acumulant pedres i terra que feien un crestall ample. El camí hi passava pel damunt, fent una pujada i una baixada.[4] A la vora es troben les zones de Mas del Llevat i Mas del Briansó.
- Barri de Sant Joan, parcel·les abans anomenades Parcel·les Pàmies, nom de l'amo dels terrenys, per classe mitjana. Fins fa uns quatre anys quedaven tancades per la via del tren, però avui l'accés per la barrera s'ha tancat i s'ha obert un nou accés que dona a la ciutat, passant per sota la via.
- El Pinar, urbanització a la carretera de Castellvell del Camp, inicialment per a persones benestants. Té uns 250 xalets.
- Barri de la Mineta, edificacions (cases adossades i blocs de pisos) sorgides principalment als últims anys. Delimita, a l'oest, amb el passeig de la Boca de la Mina (lloc típic local amb una font, al costat dels dipòsits d'aigua de la ciutat i de les basses Nova i del Bacallà), al nord amb la urbanització El Pinar, a l'est amb la urbanització de Sant Joan i al sud amb la via del tren que va de Tarragona a l'estació de Reus.
- Barri Gaudí, barri de concepció postmodernista, dissenyat per Ricard Bofill amb blocs multicolors (cada bloc identificat pel nom del color en què està pintat), que havia entrat en degradació que ara sembla aturada per la urbanització de l'entorn més proper i la construcció de molts unifamiliars. Situat al sud del Passeig de la Boca de la Mina, en terres del mas de Bover, honora la memòria d'Antoni Gaudí. Al costat del barri passa la via del tren. Al barri Gaudí es troba la zona de Mas Carandell amb l'escola taller d'aprenentatge d'oficis.
- Parcel·les Sol i Vista (o Sol-i-vista), barriada sorgida a la carretera d'Alcolea del Pinar (o carretera de Falset) als anys seixanta per recollir l'emigració andalusa amb edificacions auto-construïdes, molt millorada els últims anys, sobretot després de la construcció de l'estadi de futbol del Reus Deportiu i de la urbanització d'unifamiliars Escola Artiga i la zona de la Granja Roig. Continua allunyant-se de la ciutat en el Polígon industrial Agro Reus, el principal de la ciutat a la partida de Monterols.
- Parcel·les Pelai, parcel·les a la mateixa carretera que l'anterior, amb edificacions senzilles, que rebé el nom de Pelai del nom d'un mas allà existent (el mas del Pelayo). Avui les edificacions s'han millorat i la zona ha pujat el seu nivell.
- Barri de la Immaculada, barriada sorgida a la carretera de Riudoms cap a l'any 1930 quan es va començar a parcel·lar una part del mas del Romà Sardà. En aquella època les parcel·les les compraven la gent de Reus i eren més aviat hortets per a entretenir-se els dies de festa. El poblament massiu hi va arribar els anys 1945-1950 al recollir l'emigració andalusa i extremenya amb edificacions autoconstruïdes. Actualment el barri ha quedat quasi integrat a la ciutat durant els darrers anys, a l'expandir-se Reus cap aquesta zona i sobretot després de la construcció propera de les Piscines Municipals. Té com annexes les urbanitzacions de Clarassó i de Boleda, al sumar-se als antics terrenys el mas del Clarassó, el de l'Eudald Gebellí i els masos de Boleda i Mas Petit. Ara, en conjunt, és una barriada endreçada, emmarcada per la carretera de Riudoms, el barranc de Pedret, el camí Vell de Riudoms, la granja Artiga, i al nord, els masos de Rovellat, de l'Edelmir i del Llauradó. Té un accés per l'avinguda de Misericòrdia i un altre per la carretera de Riudoms.[4]
- Barri de les Clarisses, aquest és un barri recuperat el 2015 amb el nom de "A.A.V.V. El Santuari de Reus". Està situat al costat del Barri de la Immaculada. Al passat, el territori d'aquest barri estigué ple de camps de conreu, separats pel Passeig de Misericòrdia. I no fou fins als finals dels anys 80, que va començar a ser edificat. El nom de "Les Clarisses" és degut al convent de Santa Clara, situat als afores del barri i de la ciutat. La seva festa major és a principis d'octubre degut a la celebració de la coronació de la Mare de Déu de Misericòrdia.[5]
- Urbanització Pi, parcel·les amb edificacions de luxe i semi-luxe al costat del santuari de Misericòrdia, a tocar de la carretera cap a Cambrils. Al costat del passeig que porta al Santuari han sorgit grups de cases unifamiliars, entre ells el molt nombrós i extens de Mas del Vilanova. Prenen el nom de la mare del darrer propietari, Joana Pi Fortuny, quant en realitza la parcel·lació el seu fill, als anys 70. Cap a la carretera de Cambrils es troba a poca distància, a la partida d'Aigüesverds, una nova urbanització, les Palmeres, concebuda per la classe alta, al costat del club de Tennis Monterols i el camp de golf Aigüesverds.
- Barri Horts de Miró, s'emplaça, i pren el nom dels antigament els anomenats horts de Miró, ocupaven una gran extensió de terreny entre la riera de Miró, el camí de Valls i el carrer de l'Aigua Nova. Inicialment en devien formar part l'hort del Ros i el del Pintat, que després van agafar personalitat independent. A la segona meitat del s. XVIII, la propietat era compartida per diverses branques de la família Miró. I és a partir dels 70 que comencen a quedar afectats per l'expansió urbana del nucli de la ciutat.

Dins mateix de la ciutat encara resten alguns vestigis de l'estructura de barri a la zona de Sant Roc, Santa Teresa i el Carme, i també al barri dels Poetes, on hi havia el "Reus Deportiu Vell". Als anys cinquanta es va crear el grup anomenat Casa Bloc, que foren les primeres cases en propietat horitzontal. Després, als seixanta, va sorgir no lluny el Barri Niloga, amb edificis de fins a 10 pisos. Algunes barriades sorgides els anys setanta són, el Barri del Carrilet i la zona d'Horts de Miró, i més moderna és la zona dels Capellans (amb el parc i les piscines), la del Velòdrom i la de l'Hort del Ros.